# Недемин
Недемин (њем. Neddemin) општина је у њемачкој савезној држави Мекленбург-Западна Померанија. Једно је од 53 општинска средишта округа Мекленбург-Штрелиц. Према процјени из 2010. у општини је живјело 336 становника. Посједује регионалну шифру (AGS) 13055046.

## Географски и демографски подаци
Недемин се налази у савезној држави Мекленбург-Западна Померанија у округу Мекленбург-Штрелиц. Општина се налази на надморској висини од 20 метара. Површина општине износи 12,5 km². У самом мјесту је, према процјени из 2010. године, живјело 336 становника. Просјечна густина становништва износи 27 становника/km².